# Isabella Straub (Sportschützin)
Isabella Straub (* 14. August 1991 in Ebersberg) ist eine deutsche Sportschützin im Kader des Deutschen Schützenbundes.

## Karriere
2001 begann Isabella Straub mit dem Schießen. Mit 15 Jahren (2007) war sie schon im Nationalkader. Ihr bisher größter Erfolg war der Gewinn von fünf Medaillen sowie drei weiteren Finalteilnahmen bei der Weltmeisterschaft 2018 in Changwon.
2019 wurde sie zur Schützin des Jahres der Deutschen Schützenzeitung gewählt.